# Hallstahammars pastorat
Hallstahammars pastorat var ett pastorat i Svenska kyrkan inom Södra Västmanlands kontrakt. Pastoratskod: 050210. 
Pastoratet låg i Hallstahammars kommun och omfattade två församlingar:
- Hallstahammar-Bergs församling
- Kolbäck-Säby församling

Pastoratet ombildades 1 januari 2014 till Hallstahammar-Kolbäcks pastorat. 